# سيريفوس

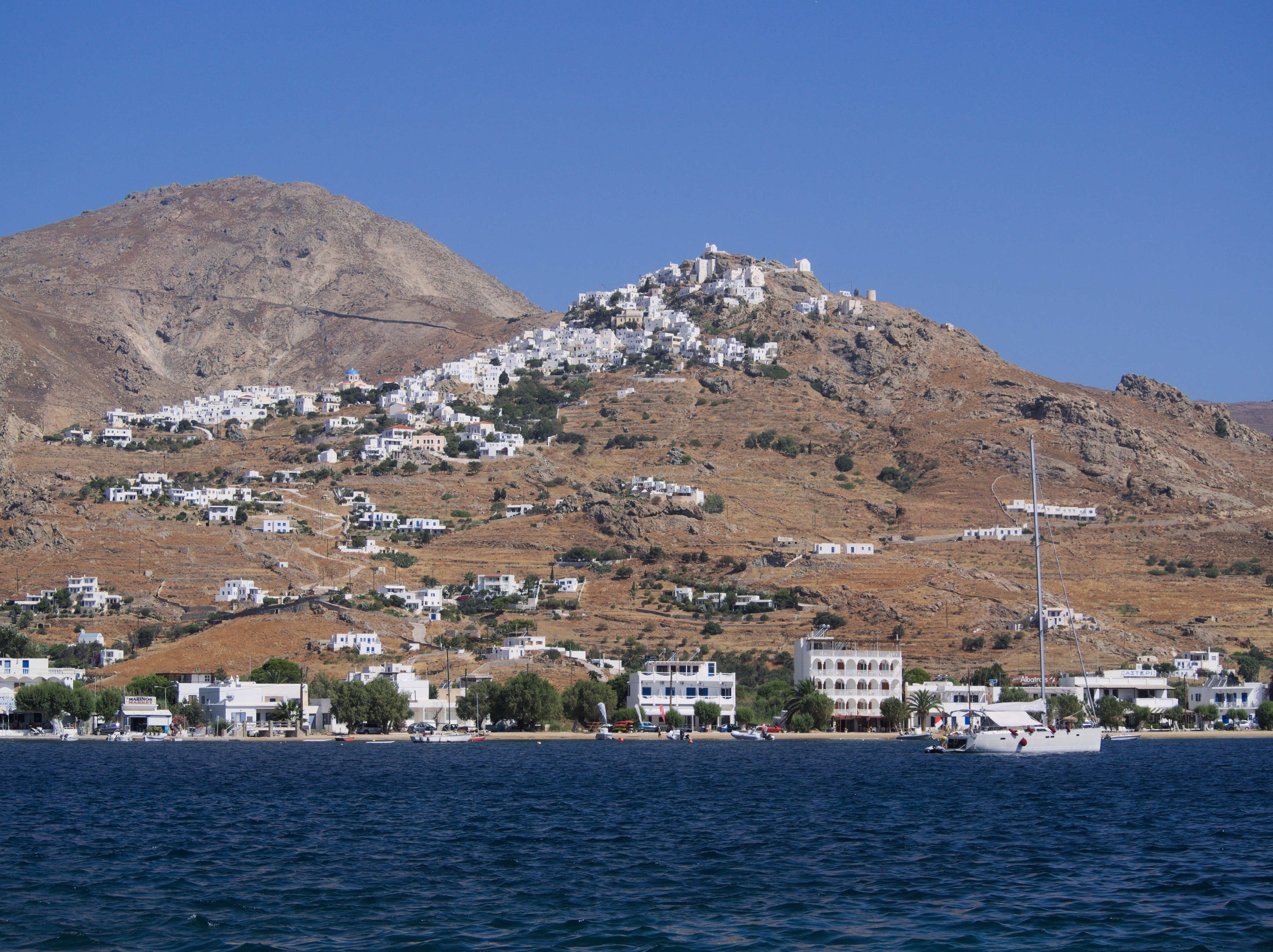
شورا القرية الأساسية في الجزيرة

سيريفوس (باليونانية: Σέριφος) (بالإنجليزية: Serifos) هي جزيرة يونانية في بحر إيجه تنتمي إلى أرخبيل سيكلاديز. وتُسمى أيضاً Sériphe بالفرنسية. تقع شمال سيفنوس وجنوب كيثنوس، وتبلغ مساحتها 78 كم 2 ويبلغ عدد سكانها 1421 نسمة (تعداد عام 2011) موزعة على تسع قرى صغيرة، لكن الغالبية العظمى منهم يقيمون في العاصمة شورا. وعدد السكان يتضاعف في الصيف.
أعلى نقطة في الجزيرة ، جبل ترولوس يصل إلى 585 م.

## التسمية

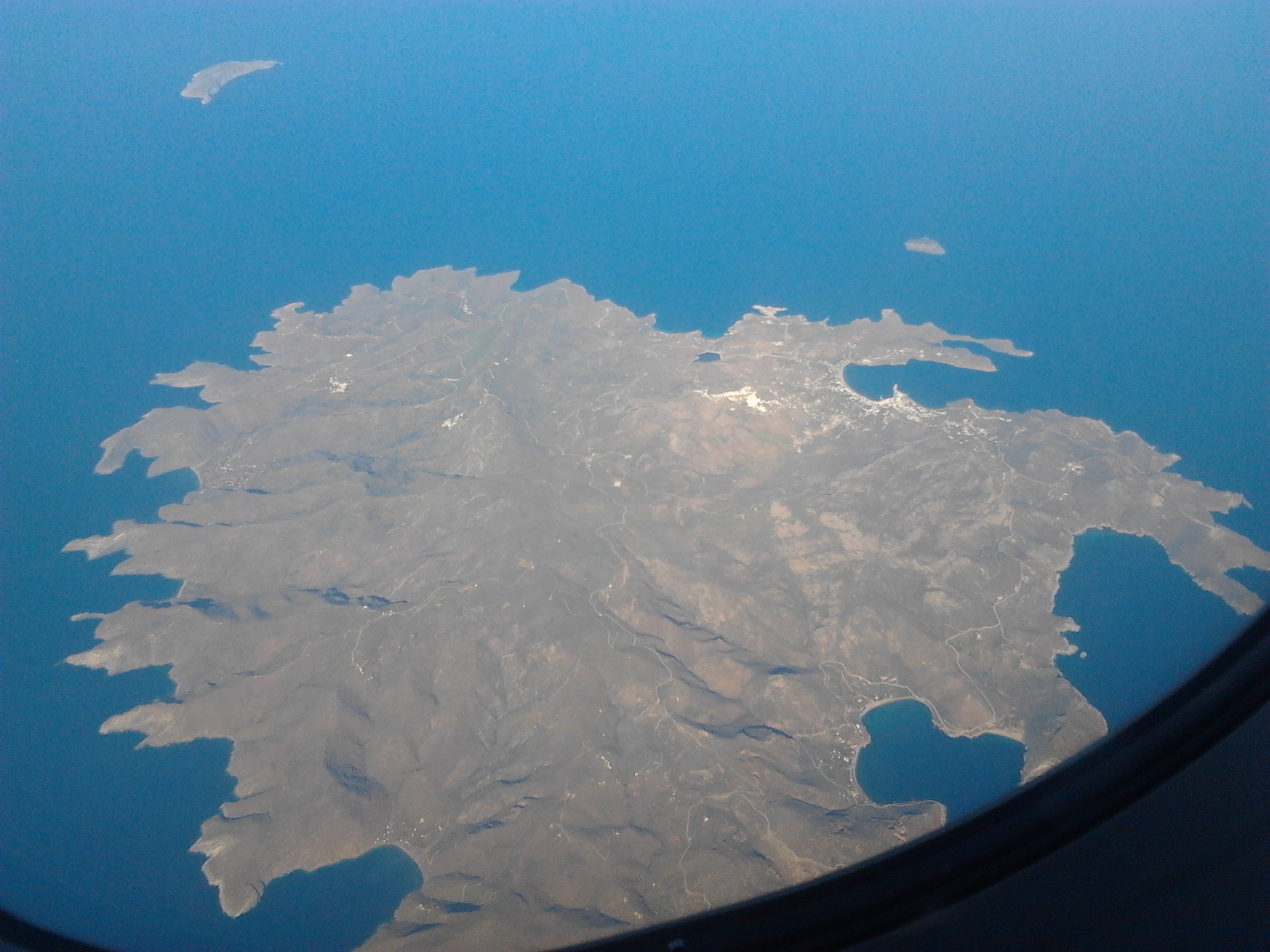
صورة جوية لسيريفوس

أخذت سيريفوس اسمها من اليونانية القديمة sterifos signifiant التي تعني «قاحلة».

## التاريخ
سُكنت سيريفوس أولاً من قبل الأيوليون وأصبحت ديمقراطية في القرن السابع قبل الميلاد. خلال الحروب التي تعود إلى القرون الوسطى (القرن الخامس قبل الميلاد) ، كانت مدينة سيريفوس تعد واحدة من المدن القليلة التي رفضت تقديمها إلى زركسيس وترتيبها إلى جانب اليونانيين الغربيين (سبارتانز وأثينيون).
تأثرت على التوالي بالأثينيين والمقدونيين والسلالة البطلمية، أصبحت رومانية ف عام  146 قبل الميلاد. ثم استخدمها الأباطرة الرومان كمنفي لمجرمي الدولة العاملين في مناجم الحديد.
إن إضفاء الصبغة المسيحية على الإمبراطورية الرومانية الشرقية (التي نطلق عليها اسم البيزنطيين منذ القرن السادس عشر) جلب إلى سيريفوس الحضارة اليونانية في العصور الوسطى. ومنذ القرن الثامن الميلادي عانت الجزيرة من غارات العرب، بما في ذلك العرب الذين كانوا في جزيرة كريت، والتي تمكنت البحرية الإمبراطورية من صدها. بعد الحملة الصليبية الرابعة في عام 1204، استولت جمهورية البندقية على الجزيرة، وسموها سيرفو أو سيرفانتو، وحصنوها واستمروا باستخراج الحديد.
تبعهم الأتراك الذين أطلقوا عليها سيريف أدَسي. وخلال هذه الفترة، استعادت الهيلينية حقوقها وأسست البطريركية اليونانية بالقرب من قرية غالاني، في 1572، وكذلك دير تاكسيارشيس المكرّس للملائكة ميكائيل وجبريل. وقد ازدهر هذا الدير كثيراً، أما في عام 2012 كان يوجد راهب مسن واحد فقط، ويحافظ على المكان بمساعدة بعض سكان قرية جالاني.

## التاريخ الحديث

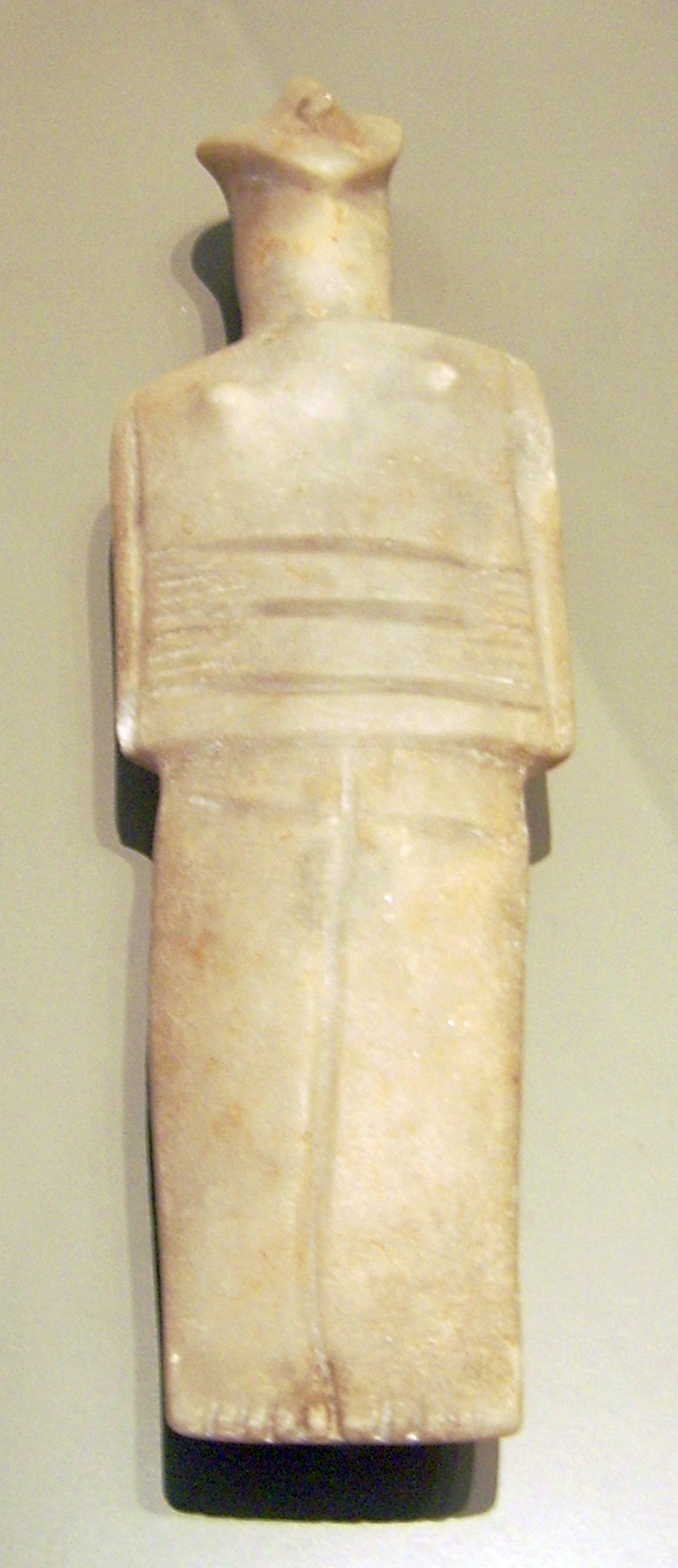
تمثال رخامي أنثوي من ثقافة سيكلاديك

في نهاية حرب الاستقلال اليونانية انضمت الجزيرة إلى مملكة اليونان. استؤنف استغلال المناجم خلال القرن العشرين، من قبل شركة مناجم سيرفوس" وتحت رعاية خبير المعادن الألماني أيميل كروهمان الذي (توفي عام 1905). في منتصف الحرب العالمية الأولى حصل صراع كبير: ففي عام 1916، في أعقاب رفض الشركة لإعادة توظيف القاصرين المسرحين، ولكن أيضا بسبب انعدام الأمن في صالات العرض و تضخم ساعات العمل لمدة تصل إلى 16 ساعة في اليوم مقابل أجور متدنية للغاية، فقد قام 460 عاملاً بإضراب كونستانتينوس سوبراس، قاد الإضراب رجل يدعى سبيراس وهو مواطن من الجزيرة ولكنه كان متحدّثًا من الأناركيين أو الفوضويين الذين تلقّوا تعليمهم في اليونان، جعل نفسه متحدثًا باسمهم. رفض المديرون أي تنازلات وناشدوا السلطات التي أرسلت إلى سيرفوس فصيلة من حوالي ثلاثين جنديًا من جزيرة كيا المجاورة. فشلت المفاوضات وبدأ رجال الدرك يطلقون النار على المهاجمين (أربعة قتلى، اثني عشر جريحا)، وبالتالي منع تحميل البضائع. وهاجمت زوجات عمال المناجم، رجال الدرك بالحجارة والبندقية ، مما أسفر عن مقتل ثلاثة وإصابة آخرين.
ثم ناشدت السلطات اليونانية لأسطول الفرنسي في الراسي في ميلو، الذي رفض التورط بدوره. وخوفا من انتقال العدوى في جميع أنحاء القارة، أجبرت الحكومة اليونانية الجديدة "شركة التعدين على تقديم تنازلات، تم تغيير الإدارة تم تحسين الأجور. ظلت الشركة مربحة إلى حد كبير حتى عام 1950 ، عندما بدأ الموقع في النفاد. واعتبر سبيراس بطلا، وعاد في عام 1930 وشارك في المقاومة اليونانية واغتيل في عام 1943.

## معرض صور

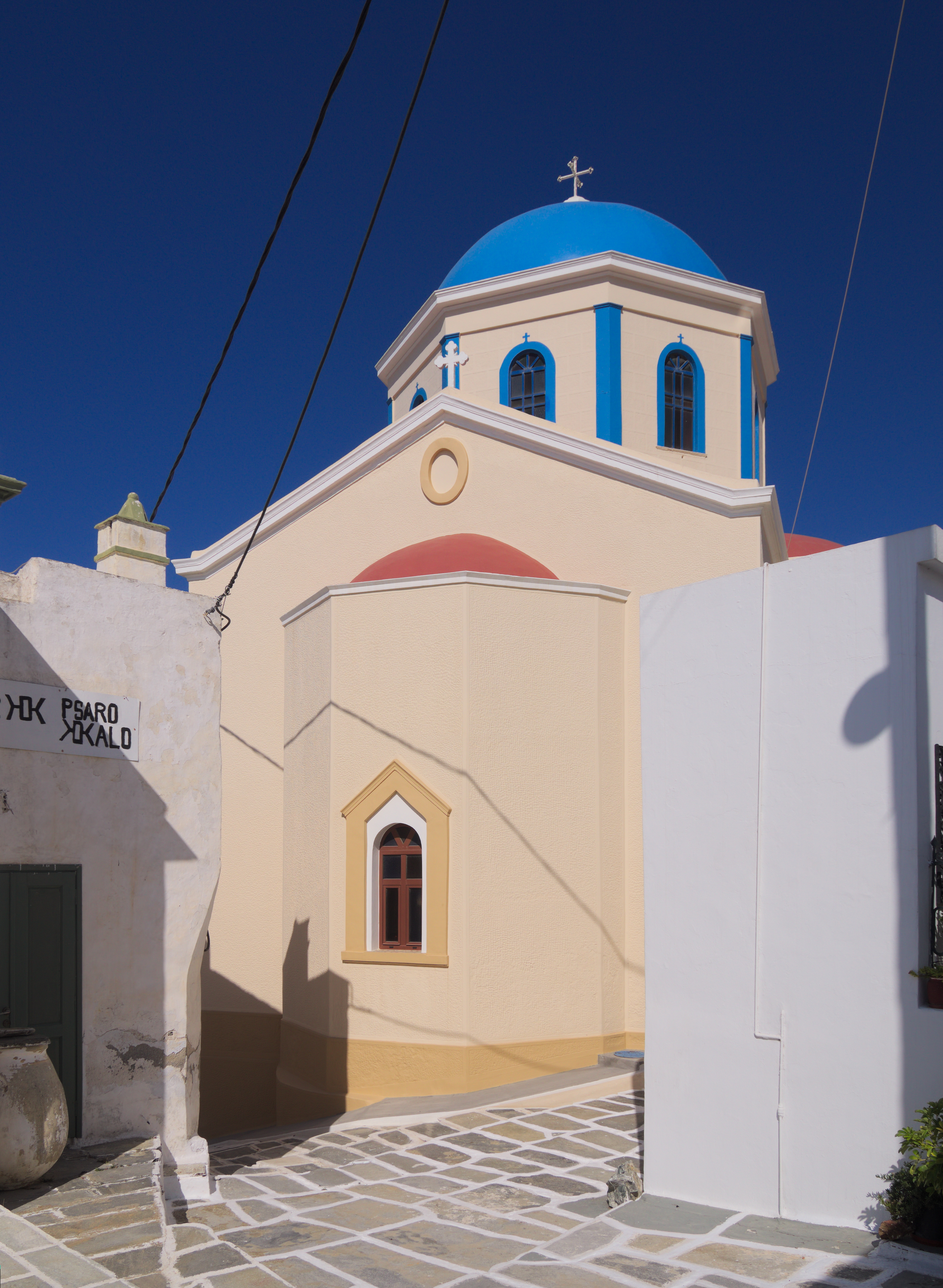
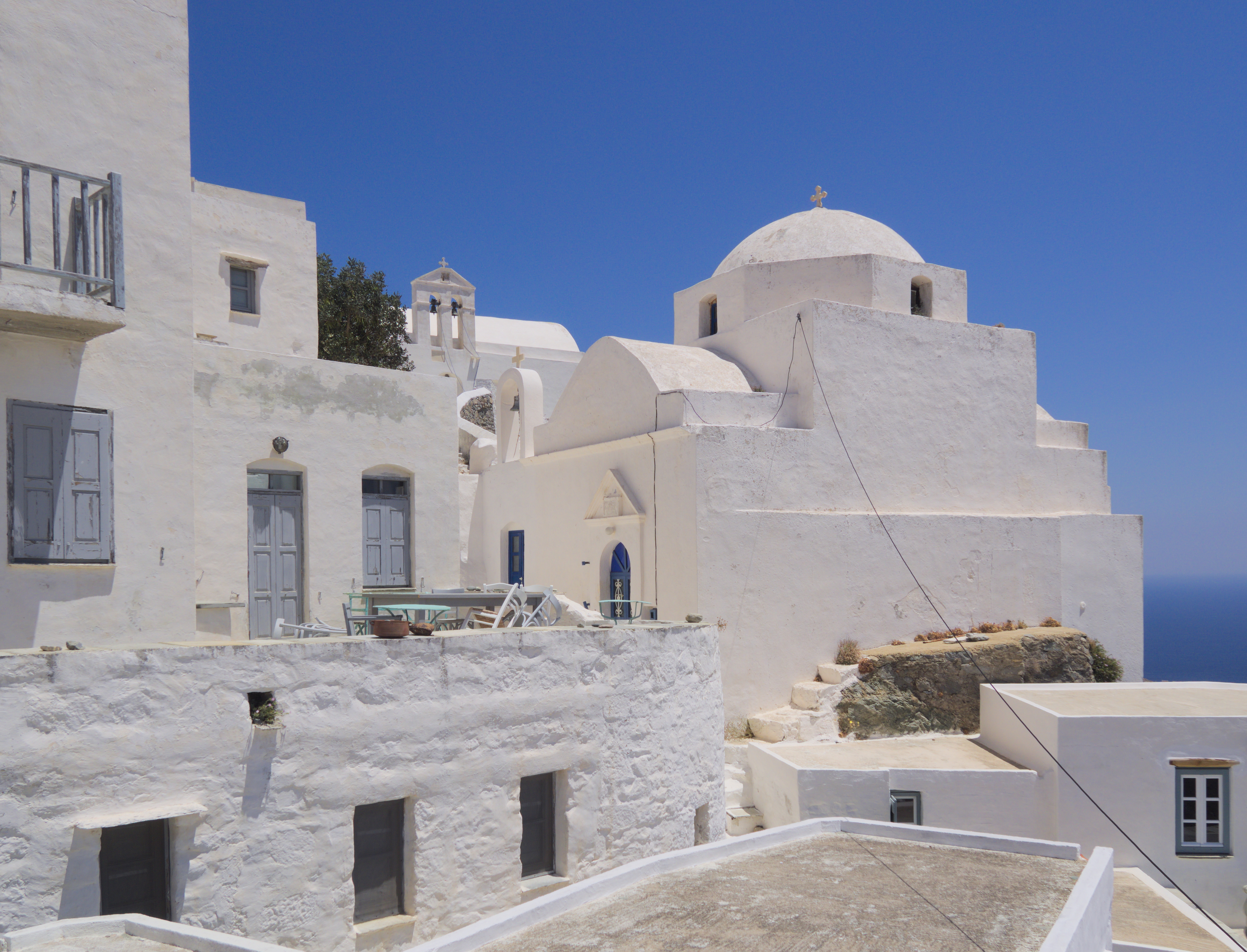
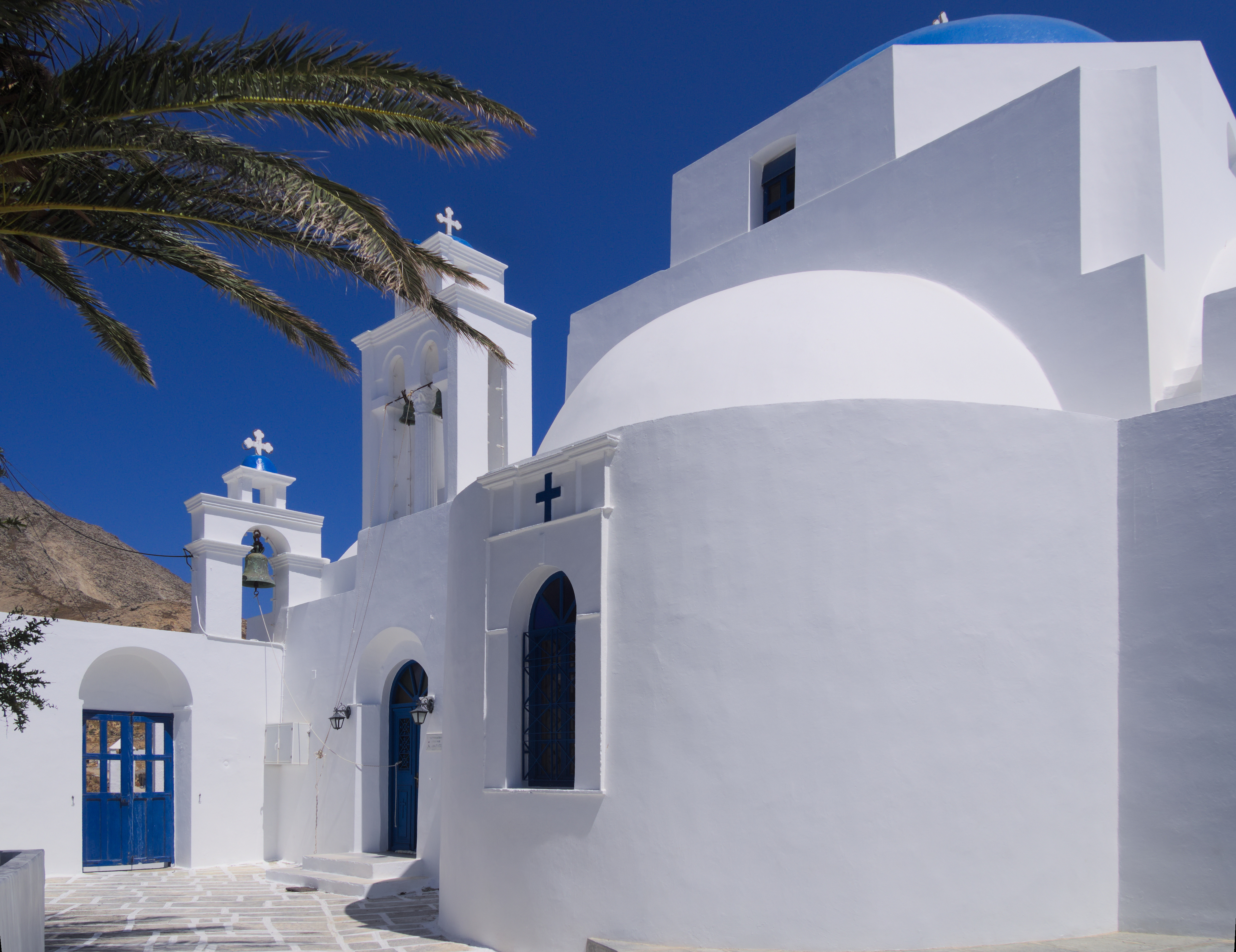